# Natație la Jocurile Olimpice de vară din 2020 - 100 m bras (feminin)
Proba de 100 de metri bras feminin de la Jocurile Olimpice de vară din 2020 a avut loc în perioada 25-27 iulie 2021 la Tokyo Aquatics Centre.

## Recorduri
Înaintea acestei competiții, recordurile mondiale și olimpice erau următoarele:
| Record  | Atlet            | Timp    | Loc                      | Data          |
| ------- | ---------------- | ------- | ------------------------ | ------------- |
| Mondial | Lilly King (USA) | 1:04,13 | Budapesta, Ungaria       | 25 iulie 2017 |
| Olimpic | Lilly King (USA) | 1:04,93 | Rio de Janeiro, Brazilia | 8 august 2016 |

## Program
Orele sunt ora Japoniei (UTC+9) 
| Data                    | Timp  | Etapă      |
| ----------------------- | ----- | ---------- |
| Duminică, 25 iulie 2021 | 19:34 | Calificări |
| Luni, 26 iulie 2021     | 10:50 | Semifinale |
| Marți, 27 iulie 2021    | 11:17 | Finala     |

## Rezultate

### Calificări
Înotătoarele cu cei mai buni 16 timpi au avansat în semifinale.
| Loc | Serie | Culoar | Înotător                | Țară                       | Timp    | Note      |
| --- | ----- | ------ | ----------------------- | -------------------------- | ------- | --------- |
| 1   | 5     | 5      | Tatjana Schoenmaker     | Africa de Sud              | 1:04,82 | C, RO, RC |
| 2   | 5     | 4      | Lydia Jacoby            | Statele Unite ale Americii | 1:05,52 | C         |
| 3   | 6     | 4      | Lilly King              | Statele Unite ale Americii | 1:05,55 | C         |
| 4   | 6     | 5      | Sophie Hansson          | Suedia                     | 1:05,66 | C         |
| 5   | 6     | 3      | Martina Carraro         | Italia                     | 1:05,85 | C         |
| 6   | 6     | 6      | Evgeniia Chikunova      | COR                        | 1:06,16 | C         |
| 7   | 6     | 8      | Ida Hulkko              | Finlanda                   | 1:06,19 | C         |
| 8   | 4     | 4      | Yuliya Yefimova         | COR                        | 1:06,21 | C         |
| 9   | 5     | 6      | Mona McSharry           | Irlanda                    | 1:06,39 | C         |
| 10  | 4     | 3      | Tang Qianting           | China                      | 1:06,47 | C         |
| 11  | 6     | 2      | Sarah Vasey             | Marea Britanie             | 1:06,61 | C         |
| 12  | 5     | 3      | Chelsea Hodges          | Australia                  | 1:06,70 | C         |
| 13  | 5     | 7      | Lisa Mamié              | Elveția                    | 1:06,76 | C         |
| 14  | 5     | 2      | Eneli Jefimova          | Estonia                    | 1:06,79 | C         |
| 15  | 3     | 1      | Kotryna Teterevkova     | Lituania                   | 1:06,82 | C         |
| 16  | 3     | 2      | Anna Elendt             | Germania                   | 1:06,96 | C         |
| 17  | 4     | 2      | Kanako Watanabe         | Japonia                    | 1:07,01 |           |
| 18  | 5     | 1      | Jessica Vall            | Spania                     | 1:07,07 |           |
| 19  | 4     | 6      | Reona Aoki              | Japonia                    | 1:07,29 |           |
| 20  | 4     | 1      | Jessica Hansen          | Australia                  | 1:07,50 |           |
| 21  | 4     | 7      | Alina Zmushka           | Belarus                    | 1:07,58 |           |
| 22  | 3     | 6      | Alia Atkinson           | Jamaica                    | 1:07,70 |           |
| 23  | 4     | 8      | Kelsey Wog              | Canada                     | 1:07,73 |           |
| 24  | 6     | 7      | Kierra Smith            | Canada                     | 1:07,87 |           |
| 25  | 3     | 4      | Tes Schouten            | Olanda                     | 1:07,89 |           |
| 26  | 3     | 5      | Fanny Lecluyse          | Belgia                     | 1:07,93 |           |
| 27  | 6     | 1      | Emelie Fast             | Suedia                     | 1:07,98 |           |
| 28  | 2     | 3      | Andrea Podmaníková      | Slovacia                   | 1:08,36 | RN        |
| 29  | 2     | 5      | Phee Jinq En            | Malaezia                   | 1:08,40 | RN        |
| 30  | 3     | 7      | Melissa Rodríguez       | Mexic                      | 1:08,76 |           |
| 31  | 3     | 3      | Julia Sebastián         | Argentina                  | 1:09,35 |           |
| 32  | 2     | 7      | Tilali Scanlan          | Samoa Americană            | 1:10,01 |           |
| 33  | 2     | 4      | Ema Rajić               | Croația                    | 1:10,02 |           |
| 34  | 3     | 8      | Diana Petkova           | Bulgaria                   | 1:10,61 |           |
| 35  | 2     | 6      | Emily Santos            | Panama                     | 1:12,10 |           |
| 36  | 2     | 8      | Kirsten Fisher-Marsters | Insulele Cook              | 1:13,98 |           |
| 37  | 1     | 3      | Emilie Grand'Pierre     | Haiti                      | 1:14,82 | RN        |
| 38  | 2     | 2      | Alicia Kok Shun         | Mauritius                  | 1:15,42 |           |
| 39  | 1     | 5      | Darya Semyonova         | Turkmenistan               | 1:16,37 |           |
| 40  | 1     | 4      | Jayla Pina              | Republica Capului Verde    | 1:16,96 |           |
| 41  | 1     | 2      | Taeyanna Adams          | Micronezia                 | 1:25,36 |           |
| 42  | 1     | 7      | Nooran Ba-Matraf        | Yemen                      | 1:27,79 |           |
| 43  | 1     | 6      | Aishath Sajina          | Maldive                    | 1:33,59 |           |
| —   | 2     | 1      | Claudia Verdino         | Monaco                     | DS      |           |
| —   | 4     | 5      | Benedetta Pilato        | Italia                     | DS      |           |
| —   | 1     | 1      | Mariama Toure           | Guineea                    | NS      |           |
| —   | 5     | 8      | Anastasia Gorbenko      | Israel                     | NS      |           |

### Semifinale
Înotătoarele cu cei mai buni 8 timpi au avansat în finală.
| Loc | Serie | Culoar | Înotătoare          | Țară                       | Timp    | Note |
| --- | ----- | ------ | ------------------- | -------------------------- | ------- | ---- |
| 1   | 2     | 4      | Tatjana Schoenmaker | Africa de Sud              | 1:05,07 | C    |
| 2   | 2     | 5      | Lilly King          | Statele Unite ale Americii | 1:05,40 | C    |
| 3   | 1     | 4      | Lydia Jacoby        | Statele Unite ale Americii | 1:05,72 | C    |
| 4   | 1     | 5      | Sophie Hansson      | Suedia                     | 1:05,81 | C    |
| 5   | 1     | 6      | Yuliya Yefimova     | COR                        | 1:06,34 | C    |
| 6   | 1     | 3      | Evgeniia Chikunova  | COR                        | 1:06,47 | C    |
| 7   | 2     | 3      | Martina Carraro     | Italia                     | 1:06,50 | C    |
| 8   | 2     | 2      | Mona McSharry       | Irlanda                    | 1:06,59 | C    |
| 9   | 1     | 7      | Chelsea Hodges      | Australia                  | 1:06,60 |      |
| 10  | 1     | 2      | Tang Qianting       | China                      | 1:06,63 |      |
| 11  | 2     | 7      | Sarah Vasey         | Marea Britanie             | 1:06,87 |      |
| 12  | 2     | 6      | Ida Hulkko          | Finlanda                   | 1:07,02 |      |
| 13  | 1     | 8      | Anna Elendt         | Germania                   | 1:07,31 |      |
| 14  | 2     | 8      | Kotryna Teterevkova | Lituania                   | 1:07,39 |      |
| 15  | 2     | 1      | Lisa Mamié          | Elveția                    | 1:07,41 |      |
| 16  | 1     | 1      | Eneli Jefimova      | Estonia                    | 1:07,58 |      |

### Finala
| Loc | Culoar | Înotătoare          | Țară                       | Timp    | Note |
| --- | ------ | ------------------- | -------------------------- | ------- | ---- |
| 1   | 3      | Lydia Jacoby        | Statele Unite ale Americii | 1:04,95 |      |
| 2   | 4      | Tatjana Schoenmaker | Africa de Sud              | 1:05,22 |      |
| 3   | 5      | Lilly King          | Statele Unite ale Americii | 1:05,54 |      |
| 4   | 7      | Evgeniia Chikunova  | COR                        | 1:05,90 |      |
| 5   | 2      | Yuliya Yefimova     | COR                        | 1:06,02 |      |
| 6   | 6      | Sophie Hansson      | Suedia                     | 1:06,07 |      |
| 7   | 1      | Martina Carraro     | Italia                     | 1:06,19 |      |
| 8   | 8      | Mona McSharry       | Irlanda                    | 1:06,94 |      |